# اسخین‌فلد
اسخین‌فلد (به هلندی: Schinveld) یک منطقهٔ مسکونی در هلند است که در اوندربانکن واقع شده‌است. اسخین‌فلد ۴٬۹۶۰ نفر جمعیت دارد.